# Gustave Solomon
Gustave Solomon ( * 27  de octubre de 1930 - 31 de enero de  1996 ) fue un matemático e ingeniero coinventor de la teoría algebraica de la corrección de errores.
Obtiene su Ph.D. en Matemática del MIT en 1956 con la dirección de Kenkichi Iwasawa.
Solomon es conocido por haber desarrollado, junto con Irving S. Reed, un código algebraico de detección y corrección de errores conocido como Reed-Solomon. Este código permite proteger la integridad de la información digital y tiene un uso extendido en la actualidad en sistemas de comunicaciones y de almacenamiento de información (CD, DVD...).
También fue uno de los desarrolladores del polinomio Mattson-Solomon y las fórmulas de pesos de Solomon-McEliece.
Su hija, Grace Cheifetz, continúa su legado de habilidades naturales en Matemática y en el canto.